# Pál Maléter
Pál Maléter (Eperjes, 4 settembre 1917 – Budapest, 16 giugno 1958) è stato un generale ungherese, capo militare della Rivoluzione ungherese del 1956.

## Biografia
Nato da genitori ungheresi nel nord di quello che allora era il Regno d'Ungheria (oggi facente parte della Slovacchia). Suo padre era un professore incaricato di giurisprudenza che avrebbe voluto farne un professionista, e Maléter studiò medicina presso l'Università di Praga. Il suo desiderio era però di fare la carriera militare e si trasferì a Budapest nel 1940, per frequentare come cadetto l'Accademia militare reale Ludovika (Magyar Király Honvéd Ludovika Akadémia), allora la migliore in Ungheria, e fu promosso col massimo dei voti. Nominato tenente in una divisione di carristi, nel maggio 1944, con la 2ª armata ungherese combatté sul fronte orientale durante la Seconda guerra mondiale.
Fu poi fatto prigioniero dall'Armata Rossa e, in seguito, in cambio della libertà, accettò di combattere contro i nazisti. Si fece notare in Transilvania, combattendo a fianco dell'Armata Rossa e ottenne una medaglia al valor militare. Negli anni della coalizione posbellica fece carriera e con il grado di maggiore divenne capo della guardia presidenziale. Maléter divenne comunista, ma il suo vero orientamento politico resta un mistero.
In seguito non fece i progressi sperati. Mentre i suoi colleghi venivano promossi, lui vegetava in ufficio. Si sposò con un'artista, ma il suo matrimonio finì male. Si risposò con una ragazza molto più giovane di lui. Era scontento della sua sorte e non nascondeva la sua insoddisfazione per la situazione del paese. Voleva agire e produrre dei cambiamenti. Pertanto, approfittò dell'occasione, quando questa si presentò. 
Nel 1956 era comandante della divisione che aveva sede a Budapest. Mandato a reprimere la ribellione, giunge alla caserma Kilián, di fronte al luogo di resistenza Corvin. Qui libera i prigionieri che si trovano nella caserma e dopo aver parlato con gli insorti, decise di unirsi a loro. Si fa consegnare da un'unità del reggimento corazzato cinque carri armati dal comandante Ferenc Pallos e comunica al Ministro della Difesa di essere passato dalla parte degli insorti. Maléter fu il membro più in vista dell'esercito ungherese che decise di schierarsi con il popolo.
Come capo militare dalla parte degli insorti, venne in contatto con il nuovo governo, e venne promosso da colonnello a generale. Il 29 ottobre fu nominato Ministro della Difesa da Imre Nagy. Il 3 novembre andò a Tököl, vicino a Budapest, per negoziare con le forze militari dell'Unione Sovietica là stanziate. La notte fra il 3 ed il 4 novembre, durante le contrattazioni, Maléter fu arrestato e imprigionato dallo stesso capo del KGB Ivan Serov, contro il diritto internazionale.
Fu giustiziato insieme a Imre Nagy e al giornalista Miklós Gimes in una prigione di Budapest il 16 giugno 1958, accusato di aver tentato di rovesciare la Repubblica Popolare d'Ungheria. La sua prima moglie ed i figli si rifugiarono negli Stati Uniti allo scoppiare della rivolta, mentre la seconda moglie, Judit Gyengyes, rimase in Ungheria. Il 16 giugno 1989, in occasione del XXXI anniversario della loro morte, Nagy, Maléter, Gimes, Szilagyi e Losonczy e una sesta bara vuota che simboleggiava tutti gli altri morti, ricevettero una nuova sepoltura ufficiale con i dovuti onori.